# Neosisyphus kuehni
Neosisyphus kuehni är en skalbaggsart som beskrevs av Haaf 1955. Neosisyphus kuehni ingår i släktet Neosisyphus och familjen bladhorningar. Inga underarter finns listade i Catalogue of Life.